# Gandamaki csata
A gandamaki csata az első angol–afgán háború egyik legnagyobb csatája volt. Az afgán lázadókat Akbar Hán, az angol megszállókat az idős és határozatlan William Elphinstone vezette.

## A szemben álló erők

### Afgán lázadók
Az angolok 1838-ban elfoglalták Afganisztánt. Az elüldözött uralkodó, Duszt Muhammad ellenállt, de végül megadta magát. Apja elfogása után fia, Akbar Hán került az afgánok élére. Ő nyílt felkelést indított az angol megszállók ellen. A csatában részt vevő afgán felkelők létszáma 30 000 körüli lehetett. Jól fel voltak fegyverkezve, hosszú csövű, elöltöltős puskáik voltak, amely kiváló volt a hirtelen, meglepetésszerű, rejtekhelyről való támadáshoz.

### ABrit Birodalom
Afganisztán elhelyezkedése miatt kulcs fontosságú volt a britek számára. Ugyanis a Brit Birodalom és az Orosz Birodalom közti terület fontos volt, hogy szemmel tarthassák az orosz hadmozdulatokat és esetleg megelőzzék az oroszok esetleges terjeszkedési szándékát. Bár elfoglalták Afganisztánt, a britek elleni felkelés váratlan és erős volt. Kabultól nem messze lévő angol tábor is tarthatatlanná vált és a William Elphinstone tábornok vezette angol had 4500 katona és a hozzájuk csatlakozott 12 000 angol menekült állt az afgánok ellenében.

## A csata előzményei
1838-ban a brit erők támadást indítottak Afganisztán ellen és miután bevették Gházni erődítményét, az afgán haderő nagy része megadta magát. Az angolok elüldözték Duszt Muhammad afgán emírt, helyére a báb Sáh Sudzsát tették. Az afgánok sokáig csak néhány keserves, szervezetlen lázadást indítottak a megszállók ellen. Ez azonban megváltozott és 1841-ben már szervezett, jól felszerelt afgán lázadással találták szembe magukat az angolok. Kabul környékén 4500 brit katona állomásozott és mellettük 12 000 kisegítő, civil tábori személyzet települt. Vezetőjűk a beteges, öreg és határozatlan William Elphinstone volt, akit korábban tiltakozása ellenére hívtak vissza nyugállományából. Mikor a lázadók már Kabult fenyegették, a britek helyzete tarthatatlanná vált és saját biztonságuk érdekében vissza kellett vonulniuk.

## A csata
Mielőtt visszavonultak volna, az angolok tárgyalásokba kezdtek a felkelőkkel, akikkel sikerült megegyezniük a szabad elvonulásban, Akbar Hán nagyvonalúan még kísérőket is ígért (akik sosem érkezetek meg). A brit menetoszlop 1842. január 6-án hagyta el Kabult és indult el Dzsalálábádba. Már az első napon több afgán felkelő rátámadt a visszavonuló angolok közül lemaradtakra, majd nem sokkal később lemészárolták a teljes utóvédet is. 

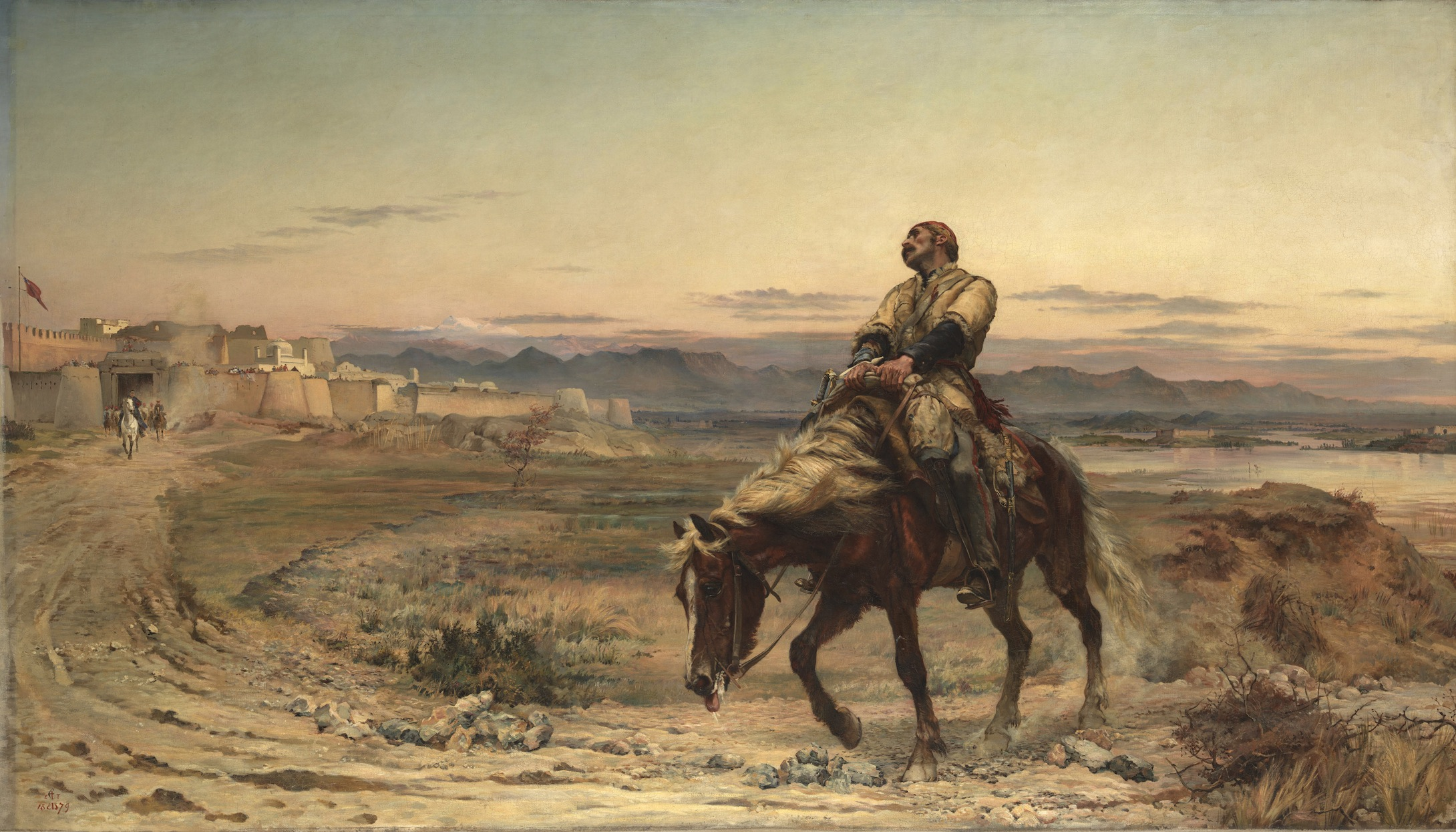
A súlyosan sebesült Brydon sebészorvos Elizabeth Thompson festményén

Két nap alatt mindössze tizenhat kilométert haladt az angol menet, de eközben több száz áldozatot szedtek az afgán felkelők által lesből leadott lövések. Ezután a helyzet csak tovább romlott, hiszen a keskeny 8 kilométer hosszú Khurd Kabul-hágóban az afgánok elsöprő támadást indítottak az angol menetoszlop ellen és több mint 3000 embert megöltek. Az ötödik nap végére alig 450 katona és 3000 civil maradt életben, de többükkel később az éhség és a fagy végzett.

## Csata következményei
A 16 500 emberből csak 1 érte el Dzsalálábádot, ő volt William Brydon orvos, az egyetlen túlélő a Bengáli Hadseregből a foglyokat nem számítva. A csata hatalmas győzelem volt az afgánok számára, de később újabb brit csapatok törtek be az országba és súlyos károkat okoztak Afganisztánban. A háború az afgánok győzelmével zárult ugyan, de a terület megmaradt a két nagyhatalom, az Orosz és a Brit Birodalom közötti hatalmi verseny érdekszférájaként. 